# Filippo Saporito
Filippo Saporito (Aversa, 19 luglio 1870 – Aversa, 30 ottobre 1955) è stato uno psichiatra italiano.

## Biografia
È interno all'Ospedale Psichiatrico della Maddalena, già prima di laurearsi nel 1896. Inizia poi a pubblicare i risultati dei suoi primi studi, tra i quali "Studio sul disturbo del linguaggio", e su di un caso di paralisi infantile sugli "Annales Médico-Psicologiques Paris". Nel 1907 ad Aversa, già sede del primo Manicomio Civile, subentra nella direzione a Gaspare Virgilio, occupandosi delle cure agli ammalati e della organizzazione generale, con criteri molto innovativi. Poi gli fu assegnato un nuovo edificio come struttura per accogliere l'ospedale, l'ex Castello Aragonese ubicato nel centro storico di Aversa. I suoi studi sull'antropologia criminale sono analizzati in Italia che all'estero e si occupa perizie delicate ed impegnative, come quella sul brigante Giuseppe Musolino, quella a Vincenzo Paternò, uccisore della Contessa Giulia Trigona di S. Elia e ad Antonio Gramsci.
Sin dagli inizi del '900 si impegna nella politica attiva nell'amministrazione di Aversa come consigliere comunale. Appartenente al partito ministeriale, è tra i sostenitori prima di Pietro Rosano e poi di Carlo Schanzer. Rimane sempre fuori dalle lotte intestine che pervadono la politica di Terra di Lavoro, ed è ricordato un suo discorso al Consiglio Comunale di Aversa del 1914. Dal 1920 al 1930 pubblica una serie di studi psichiatrici, sociali e giuridici che vengono esposti in vari congressi accademici. Sarà lui a scrivere nel 1946 la perizia psichiatrica che dichiarerà Leonarda Cianciulli, la saponificatrice di Correggio (RE), totalmente insana di mente, perizia che non verrà accolta dal tribunale di Reggio Emilia, che riconoscerà invece all'omicida solo un'infermità parziale e la condannerà alla detenzione in un manicomio giudiziario. L'Ospedale Psichiatrico Giudiziario di Aversa porta il suo nome, così come una delle principali arterie della città.

## Pubblicazioni
- Annales Médico-Psicologiques Paris (1906)
- Studio sul disturbo del linguaggio (1906)
- Criminali ed alienati (1907)
- Il manicomio di Aversa in rapporto alla legge ed ai progressi della tecnica manicomiale (1907)
- Sugli incorreggibili ed il loro governo razionale (1908)
- Il congresso di antropologia criminale di Colonia (1911)
- Sullo stato di mente di Vincenzo Paternò (1912)
- Gli eterni giudicabili dal lato antropologico e dal lato giuridico (1912)
- Il manicomio criminale ed i suoi inquilini (1913)
- L'idoneità al dibattimento degli imputati ammalati di mente (1916)
- L'assistenza dei pazzi criminali in Italia e all'estero (1918)
- Epilessia e delitto (1918)
- Il presente e l'avvenire dell'antropologia criminale (1918)
- La riforma penale – Riflessioni di un biologo - (1927)
- La funzione sociale del manicomio criminale (1929)
- Aspetti particolari del lavoro carcerario (1935)
- Lo studio della personalità del delinquente (1938)
- Il binomio Giudice-Biologo (1938)
- I plessi criminogeni (1952)